# Amaru Entertainment
Amaru Entertainment – wytwórnia muzyczna założona przez Afeni Shakur – matkę zmarłego Tupaca Shakura, w 1997 roku. Wydała głównie pośmiertne albumy zmarłego rapera, w tym dokument Tupac: Resurrection. Nabyła prawa do albumów: 2Pacalypse Now, Strictly 4 My N.I.G.G.A.Z..., Thug Life: Volume 1, i Me Against the World.